# Левицький Василь Адріянович
Васи́ль Адріянович Леви́цький (5 листопада 1882, м. Буськ, нині Львівська область — 19 травня 1941, с. Джурун, Мугалжарський район, Актюбінська область, Казахстан) — український педагог, поет, професор Бережанської гімназії. Батько журналіста Бориса Левицького.

## Біографічні відомості

Посвідчення професора державної гімназії в Бережанах Василя Левицького

У 1908—1939 роках викладав українську та німецьку мови у Бережанській гімназії. Після 17 вересня 1939 року працював інспектором освіти дорослих при Бережанському РайВНО Тернопільської області.

Посвідчення (довідка) про відрядження В. А. Левицького

24 грудня 1939 року органи НКВС заарештували Василя Левицького та вивезли до Москви, де він був засуджений до восьми років таборів. 19 травня 1941 року помер в ув'язненні. 1940 року дружину Василя Левицького разом із молодшим сином Мироном, вивезли до Казахстану, де вони померли.

## Творчість
Автор низки статей на педагогічну тематику, зокрема «Історія виховання і навчання» (1926), а також збірки поезій «Самотою» (1910), драматичних поем «Пасхальна драма», «Княжа пригода» та інших.